# Neuer jüdischer Friedhof (Gießen)
Der Neue jüdische Friedhof Gießen liegt auf dem neuen städtischen Friedhof an der Friedhofsallee in der hessischen Stadt Gießen. Er befand sich ehemals weit außerhalb der Ortslage auf dem 188 Meter hohen Rodtberg. Die Verbindung von der gründerzeitlichen Bebauung zum Friedhof stellte eine von der Marburger Straße abgehende und früher mit Ulmen bestandene Stichstraße sicher, der heutigen Friedhofsallee. Der 4420 m² große jüdische Friedhof, der seit 1908 besteht, wird bis heute belegt.

## Geschichte
Da der alte jüdische Friedhof nicht mehr ausreichte, um die Verstorbenen zu beerdigen, wurde ein neuer Friedhof notwendig, der nach Plänen des Stadtbaumeisters Schmandt ausgeführt wurde. Das jüdische Gräberfeld wurde im Jahr 1907/08 von der jüdischen Gemeinde zu Gießen eröffnet und eingeweiht. Es lag in einem unbebauten Gelände zwischen der Main-Weser-Bahn und der damals neuen Marburger Straße.

## Beschreibung
Auf insgesamt sechs Teilflächen im östlichen Bereich des christlichen Friedhofes befinden sich in der Nähe der jüdischen Friedhofshalle die Begräbnisstätten der jüdischen Gemeinde Gießen und ein Gräberfeld für die Verstorbenen der orthodoxen Israelitischen Religionsgesellschaft. Zwischen den einzelnen Gräberfeldern wurden Wege zur Trennung der Flächen und zur besseren Erreichbarkeit, ohne die Grabstelle betreten zu müssen, angelegt.
Insgesamt sind 308 Grabsteine erhalten geblieben die in dichten Gruppen aufgestellt wurden. Sie bezeugen die ehemals große jüdische Gemeinde in Gießen und der damals eigenständigen Stadtteile der Kernstadt. Unter den Gräbern entlang der Außenmauer befinden sich mehrere repräsentativ ausgestattete Familiengrabstätten der Familien Heichelheim, Herz und Dreyfuss.
Hervorzuheben sind die Grabstellen für:
- Markus Kann (1853–1918), Levit
- Isaak Walldorf (1857–1920), Gründer der Gießener Schaumesse
- Prof. Dr. Ernst Friedberger (1875–1936)
- Semmy Rothenberger (1883–1914), gefallener Soldat in den Argonnen
- Moritz Mainz († 1917), Schammes
- Dr. med. Hugo Mayer (1887–1917), Oberarzt im 1. Weltkrieg, eng mit der Dr. Hugo Mayer-Stiftung verbunden.

Die übliche und von der Halacha beschriebene Abgrenzung zum christlichen Friedhof ist nicht vorhanden, einzig die Friedhofswege lassen eine Einteilung und Abgrenzung der einzelnen Bereiche erkennen. Ebenso sind wenig bis kaum vorhandene Besonderheiten der Ornamentik und der jüdischen Symbolik vorhanden.

### Jüdische  Friedhofshalle
Die jüdische Friedhofshalle im östlichen Teil des christlichen Friedhofes wurde auf einem T-förmigen Grundriss errichtet und weist eine dem christlichen Kapellenensemble entsprechende aufwendige Gestaltung auf. Sie wurde aus dunkelgrauem Lungstein, rotem Sandstein und Schiefer erbaut. Das mit einem Satteldach ausgeführte Haupthaus ist mit einem halbhohen Zwischenbau und an der Rückseite mit einem niedrigeren Querhaus verbunden. Eine schmale Eingangshalle ist dem Haupthaus an der Vorderseite vorgelagert. Als Gestaltungsmerkmale sind zu benennen ein rundbogiges Hauptportal, ein mit Blendbögen verzierter Giebel, ein gekoppeltes Drillingsfenster an der Stirnseite sowie Zwillingsfenster an den Längsseiten. Der Giebel weist Gesetzestafeln im oberen Abschluss auf, die Originaltür besitzt ein filigranes Beschlagwerk, korinthisierende Säulchen und bleiverglaste Fenster sind aus der Erbauungszeit erhalten geblieben. Die Friedhofshalle ist durch einen geraden Weg mit dem Wegenetz und den unterteilten Gräberfeldern der jüdischen Abteilung verbunden.
Im Jahr 1982 wurde aus Anlass des 40. Jahrestages der Deportationen von 150 jüdischen Einwohnern aus Gießen und Wieseck in die Vernichtungslager des Ostens eine Gedenksäule auf dem Friedhof errichtet. Bei einer schweren Schändung des Friedhofs im Jahr 1981 wurden 102 Gräber verwüstet. Es wurden Hakenkreuze, antisemitische Parolen, SS-Runen und Galgen geschmiert.
Der Friedhof ist als Teil einer Gesamtanlage im Denkmalverzeichnis des Landesamts für Denkmalpflege Hessen als Kulturdenkmal aufgrund seiner künstlerischen, geschichtlichen und städtebaulichen Bedeutung eingetragen.